# Quinta Repubblica (Francia)
(Charles de Gaulle, citato sul Newsweek, New York, 1º ottobre 1962)
La Quinta Repubblica (in francese: Cinquième République) o Quinta Repubblica francese (in francese: Cinquième République française), è il nome che si attribuisce alla Repubblica francese dopo l'approvazione della settima costituzione repubblicana della Francia, che fu introdotta il 5 ottobre 1958 e tuttora in vigore, seppur con qualche modifica. Essa nacque dalle ceneri della Quarta Repubblica francese, sostituendo un sistema parlamentare con un più forte e centralizzato sistema semipresidenziale.

## Storia

### Fondazione
La causa che portò alla nascita della Quinta Repubblica fu la crisi algerina. Sebbene la Francia avesse già abbandonato alcune delle sue colonie, come le colonie dell'Africa occidentale e dell'Asia sud-orientale, essa manteneva ancora l'Algeria, in cui una numerosa popolazione europea si opponeva a qualsiasi tentativo di decolonizzazione. L'Algeria alla fine riuscì ad ottenere l'indipendenza il 5 luglio 1962.
Charles de Gaulle sfruttò la crisi per creare un nuovo Governo francese in cui la figura del Presidente avesse molti più poteri che in precedenza. Ancora oggi il Presidente della Repubblica francese ha molti più poteri delle rispettive controparti nelle altre democrazie parlamentari europee. Il 28 settembre 1958 vi fu un referendum popolare, e il 79,2% dei votanti appoggiò le modifiche costituzionali proposte da de Gaulle.
Il 4 ottobre 1958, quando era in corso la guerra d'Algeria, venne approvata la nuova costituzione, nella quale il sistema parlamentare veniva rimpiazzato con quello semipresidenziale. Il Presidente era inizialmente eletto da un collegio elettorale, ma nel 1962 De Gaulle propose che venisse eletto direttamente dai cittadini con lo strumento del suffragio universale; anche tale modifica costituzionale venne approvata con un referendum il 28 ottobre con il 62% dei consensi. Nel maggio 1968 anche la Francia veniva toccata dalle rivendicazioni studentesche, in campo educativo, sessuale e lavorativo.

### Dopo de Gaulle
A de Gaulle succedettero Georges Pompidou (1969-1974) e Valéry Giscard d'Estaing (1974-1981). Dal 1970 sono stati apportati alcuni cambiamenti alla Costituzione: sono state rimosse le parti in cui si parla della "Comunità francese" in quanto era ormai scomparsa.

### La presidenza di Mitterrand (1981 - 1995)
Nel 1981 arrivò all'Eliseo il socialista François Mitterrand: furono sviluppati dei Grands Projets in vista del bicentenario della rivoluzione francese (tra cui il Grand Louvre) e furono implementate svariate riforme sociali e legislative anche radicali. Governa nei primi tre anni con i comunisti, poi tra il 1986 e il 1988 si realizza la prima coabitazione tra lui e Chirac primo ministro. Viene rieletto nel 1988: a livello amministrativo, viene approvato il primo grande decentramento verso le autorità locali.
Dopo la caduta del muro di Berlino, si ridussero le potenziali minacce alla Francia. La Francia così ridusse le sue capacità nucleari e abolì il servizio di leva nel 2001. Nel 1990 la Francia di François Mitterrand, con l'Opération Daguet partecipò alla Guerra del Golfo contro l'Iraq. Negli anni novanta la Francia promosse lo sviluppo dell'Unione europea, mentre nel 1992 venne ratificato il Trattato di Maastricht.
Ci furono anche diversi scandali politici e giudiziari tra gli anni '80 e '90, il più famoso dei quali è l'Affaire Urba, che relegherà Mitterrand a un ruolo politico marginale (quasi contemporaneamente dovette ammettere di avere un tumore alla prostata).
Nonostante la fine della guerra fredda, la Francia dovette affrontare la guerra al terrorismo. Nel 1994 il volo Air France 8969 venne dirottato da terroristi islamici con il possibile intento di schiantarlo su Parigi, ma grazie al pronto intervento della GIGN a Marsiglia, dove l'aereo fu posto a terra, il dirottamento risultò un fallimento. Altri attacchi terroristici culminarono con le bombe al metrò di Parigi nel 1995.

### Dopo Mitterrand
Jacques Chirac divenne presidente della Repubblica il 17 maggio 1995. Nel 1999 le truppe francesi furono impegnate nella crisi in Kosovo. Nel 2001 la Francia contribuì alla guerra in Afghanistan; tuttavia rifiutò, in maniera assai vivace, di partecipare alla guerra in Iraq. Nel 2002 l'euro sostituì il franco francese. Jacques Chirac venne rieletto nel 2002, battendo al ballottaggio il leader del FN Jean-Marie Le Pen. Nel 2005 la Francia venne colpita dalle rivolte delle banlieue.
Nel 2007 venne eletto presidente della repubblica l'ex ministro dell'interno, e rivale di Chirac, Nicolas Sarkozy. Nel 2008 la Francia fu uno dei primi stati a riconoscere l'indipendenza del Kosovo, mentre nel 2011 fu la principale artefice dell'intervento militare in Libia e nel 2013 dell'intervento militare internazionale in Mali. Il 6 maggio 2012, al secondo turno, venne eletto presidente della repubblica il candidato François Hollande. Il 7 maggio 2017, venne eletto presidente della repubblica l'ex ministro dell'economia nel governo Valls II, Emmanuel Macron, in seguito riconfermato al turno di ballottaggio delle elezioni del 2022, avvenuto il 24 aprile.